# Basilika Unserer Lieben Frau von Peñafrancia

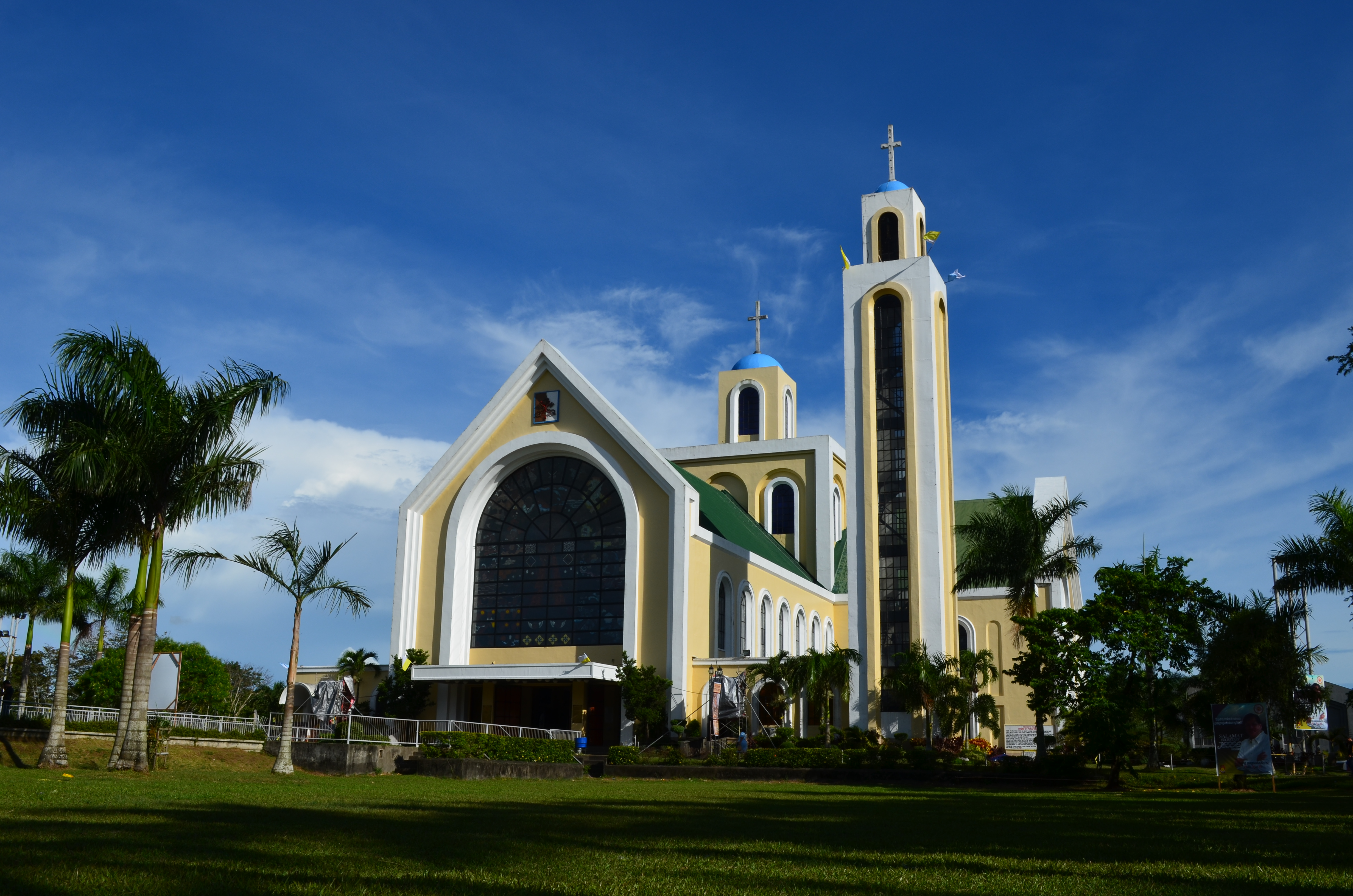
Außenansicht

Die Basilika Unserer Lieben Frau von Peñafrancia (spanisch Nuestra Señora de Peña de Francia; englisch Basilica of Our Lady of Peñafrancia) ist eine Basilica minor im Erzbistum Caceres der römisch-katholischen Kirche in Naga, der Hauptstadt der philippinischen Provinz Camarines Sur. Sie steht an der Balatas-Straße, in der Nähe des Flusses Bicol.
Das Gotteshaus ist dem Marienbildnis La Virgen de la Peña de Francia gewidmet und ein Nationalheiligtum. Das Bildnis der Jungfrau Maria ist die Schutzpatronin der Stadt Naga und der gesamten Region Bicol.

## Geschichte

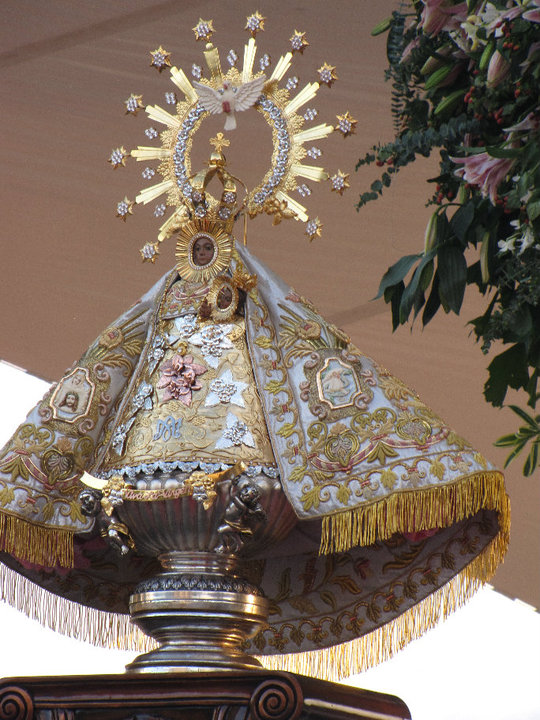
Das Gnadenbild

Die Basilika Unserer Lieben Frau von Peñafrancia wurde von 1976 bis 1981 errichtet mit der Absicht, ein Heiligtum für das Marienbildnis zu schaffen. Die Idee hierzu kam von Erzbischof Pedro Paulo Santos Songco. Die Kirche folgt dem romanischen Basilikaschema in modernen Formen. Bereits am 22. Mai 1985 wurde das Gotteshaus durch Papst Johannes Paul II. zur Basilica minor erhoben.